# Il Partigiano D'Artagnan
Il Partigiano D'Artagnan è un romanzo autobiografico scritto da Alberto Cotti, ex-partigiano.
Pubblicato la prima volta nel 1990 con il titolo Storia di un Partigiano Persicetano, è stato successivamente ristampato nel 1994 con il titolo Il Partigiano D'Artagnan a cura del Comune di San Giovanni in Persiceto, in occasione del 49º Anniversario della Liberazione.
È una raccolta di ricordi e testimonianze di un uomo che ha vissuto la Seconda guerra mondiale sul fronte orientale e che ha successivamente combattuto come partigiano durante la lotta di liberazione dal fascismo.

## Stile dell'opera
La storia, che percorre tutto l'arco della seconda guerra mondiale, è vissuta e raccontata di corsa, con un modo spezzato e in action, simile ad uno sceneggiato per un film.
Come descritto dal sindaco Antonio Nicoli "la cosa sorprendente, tutta da assaporare, consiste nella mancanza di consapevolezza da parte dell'autore: non c'è la malizia delle gesta e dell'artefatto libresco."
Le svariate situazioni illustrano un quadro generico di come gli italiani hanno vissuto durante la guerra. Non tutte le scene sono di azione, l'esperienza della spedizione italiana in Russia con l'ARMIR è vissuta e raccontata dall'autore come una profonda e cosciente analisi delle circostanze. D'Artagnan non ha mai rinunciato ad osservare la realtà, anche quella più dolorosa e crudele. In questo libro ce la racconta, senza fronzoli o parole alate, con una fedeltà assoluta alle cose come erano e come sono.

## Contenuto
Le vicende narrate iniziano con una descrizione di come poteva essere l'adolescenza di un bambino durante il ventennio fascista, con i vari passaggi da balilla ad avanguardista ed alla prima giovinezza di un operaio, tra parate e adunate, sino all'invio in Russia con l'ARMIR ed alla successiva scelta della Resistenza nelle Brigate Garibaldi, Divisione Modena Armando.
D'Artagnan narra della vita dei partigiani, degli scontri con i nazifascisti e della Repubblica di Montefiorino con flashback e citazioni ad altri eventi avvenuti nelle campagne del bolognese ed a porta San Paolo, a Roma, dove partecipò a quella dura battaglia.

## Personaggi
Nel diario biografico, D'Artagnan narra la storia dei suoi vent'anni, riportando sogni e desideri, considerazioni ed emozioni di un ragazzo che si batteva per un'Italia differente da quella che gli era stata insegnata dalla scuola fascista, ed in valori migliori del "canto della mitraglia". Con lui possiamo leggere del leggendario Comandante Armando e degli altri ribelli che, come Tito, hanno diviso con lui le emozioni ed i rischi, ma anche le soddisfazioni della Lotta di Liberazione.

## Critica
Leggendolo se ne apprezza la narrazione semplice e diretta che non trasmette mai odio e rancori ma sempre una profonda ed umana comprensione anche per chi stava "dall'altra parte".
Antonio Nicoli, Sindaco di Persiceto, scrive di lui ritenendolo "uno dei pochi persicetani a ritornare a casa armato, senza la retorica con cui le armi erano state distribuite ed esaltate a tanti compaesani all'entrata in guerra".
Nicoli aggiunge poi che "da lui ci viene l'esempio dell'addio alle armi e del ritorno a quel banco di modellista per ricostruire macchine di pace. Alberto è stato un "duro", come si dice di nuovo; quando la contrapposizione è stata veramente durissima e i tedeschi presidiavano blindati il nostro Appennino. Io l'ho conosciuto un po' dopo, quando, trasformate le armi in aratri, di duro è rimasto soltanto il convincimento del mantenere la pace insieme ai fondamentali diritti della sincera libertà. E poi... una insostituibile simpatia, da plurisecolare contadino emiliano."

## Edizioni
- Alberto Cotti, Storia di un Partigiano Persicetano, 1990
- Alberto Cotti, Il Partigiano D'Artagnan, Comune di San Giovanni in Persiceto, 1994, pp. 88
- Alberto Cotti, Il partigiano Dartagnan. La lotta di liberazione nei ricordi di un partigiano di San Giovanni in Persiceto, Maglio Editore, 2013, pp. 120